# Francisco Fábregas Pujadas
Francisco Fábregas Pujadas (Barcelona, 29 de junio de 1898 - Buenos Aires, 1992) fue un pintor, cartelista, ilustrador, litógrafo y dibujante español. 

## Historia
Nació  en  Barcelona  en  1898, donde cursó estudios en la Escola d’Arts i  Oficis i Bellas  Arts Llotja,  en la  Escola de Dibuix de l’Ateneu Obrer y en la Academia Les Arts.Se perfeccionó en París y Madrid.
Viajó por primera vez a la Argentina en 1927, residiendo en Buenos Aires hasta su retorno a Barcelona en 1932. Por su participación activa como asesor artístico en el Comissariat de Propaganda de la Generalidad de Cataluña, al finalizar la Guerra Civil en 1939, debió exiliarse en Francia trabajando en París nueve meses, hasta que regresó nuevamente a la Argentina, para quedarse definitivamente hasta su fallecimiento en 1992.
Su extensa obra artística abarca óleos, témperas, acuarelas, litografías, dibujos y carteles (recibiendo por ellos más de 30 premios). También se destacó como escultor, fotógrafo, vitralista, decorador, muralista, ilustrador, publicista, editor y ceramista. Además proyectó y supervisó diversas obras de arquitectura residencial, comercial y publicitaria.
Está representado en numerosas colecciones públicas, privadas y museos de Cataluña, Argentina y diversos países de Europa y América.